# Jalan Jati
Jalan Jati (deutsch Der Weg des Teak) ist ein singapurischer Animations-Kurzfilm von Lucy Davis aus dem Jahr 2012. Weltpremiere war am 29. April 2012 bei den Internationalen Kurzfilmtagen in Oberhausen.

## Handlung
Magie, Wissenschaft, Ökologie und Historie. Eine Recherche zum Teak aus Singapur; eine Erinnerung an die DNS des Holzes.

## Kritiken
„‚Jalan Jati‘ besticht durch seine handwerklich wie ästhetisch eigenwillige Animation, als Kunstprojekt durch seine außergewöhnliche Verbindung unterschiedlicher künstlerischer wie naturwissenschaftlicher Disziplinen. Eine in jeder Hinsicht organische Gesamtleistung.“

## Auszeichnungen
Internationale Kurzfilmtage Oberhausen 2012
- Preis der Internationalen Kurzfilmtage Oberhausen